# Jégkorong
A jégkorong (köznyelvben: jéghoki, hoki) két csapat által, jégpályán, ütővel és koronggal játszott csapatjáték. A cél az, hogy a játékosok az ütő segítségével a korongot az ellenfél kapujába juttassák, miközben igyekeznek megakadályozni, hogy az ellenfél ugyanezt tegye.
A játékot jellemzi a nagy ütközések, gyors iram és taktikai elemek kombinációja. Egy hivatalos mérkőzés három, egyenként 20 perces harmadból áll, a játékosok jégideje gyakran csak 30–60 másodperc, mielőtt sort cserélnek.
A jégkorong a következő országokban a legnépszerűbb: Kanada, USA, Svédország, Finnország, Csehország, Szlovákia, Oroszország. A felsorolásból kitűnik, hogy általában azokban az országokban dívik, ahol jellemző a hideg idő, lehetőséget adva a természetes jégfelületek kialakulására. Bár a felsorolt országok mindegyikében működik professzionális liga, az Észak-Amerikai Profi Jégkorongliga, ismertebb nevén NHL jelenti a sportág csúcsát.

## A játék
Évszázados múltú az északi országokban a jéglabda vagy bandy néven ismert csapatjáték, ennek szabályai már a 18. században kialakultak, ezt a játékot vették át az európai országok is. A kanadai hoki keletkezése az 1800-as évek közepére tehető, állítólag a William erőd parancsnoka elrendelte az unatkozó katonáknak az udvar takarítását. A sepregető katonák egy fadarabka terelgetésével találták ki az új játékot. Az 1850-es évektől már gumikoronggal játszották és a montreali McGill egyetem két diákja, W. F. Robertson és R. F. Smith kidolgozta a játék kezdeti szabályait. Az új játék Kanadából az Egyesült Államokba majd Angliába is eljutott, és kiszorította a bandyt.
A Nemzetközi Jégkorongszövetséget (IIHF) 1908-ban alapították Európában, Anglia, Belgium, Csehország, Franciaország és Svájc képviselői, jelenleg 64 tagországa van. Európa bajnokságot 1910 óta, világbajnokságot 1930 óta rendeznek jégkorongban, először 1920-ban kapott helyet az olimpián.

### Játékosok

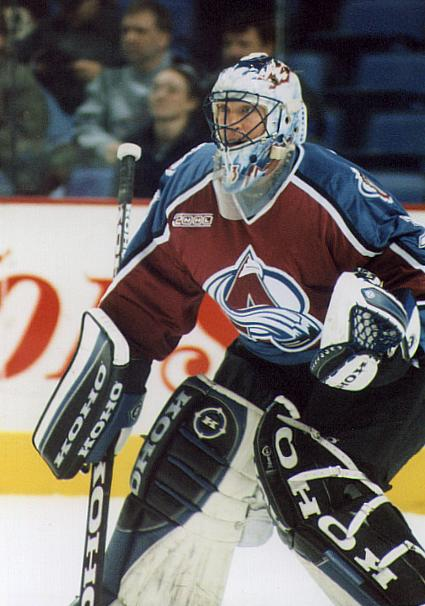
Patrick Roy, a Colorado Avalanche kapusaként

A jégkorongcsapatok általában 20 mezőnyjátékosból és 2 kapusból állnak, ebből 1 kapus és 5 mezőnyjátékos lehet egyszerre a jégen. Mivel a jégkorong egy nagyon gyors és intenzív játék, az 5 játékosból álló úgynevezett sorok általában 45 másodpercenként váltják egymást a jégen. A játék célja, hogy a korongot az ellenfél kapujába juttassák, lehetőleg többször, mint az ellenfél. A játékosok egy ütő segítségével irányítják a korongot a jégen. A test bármely részével lehet a korongot kezelni, irányítani tilos. Érvényes gólt az ütővel lehet szerezni, valamint akkor, ha a korong bármely testrészről a kapuba pattan. A szándékos rúgó vagy dobó mozdulat nem érvényes.

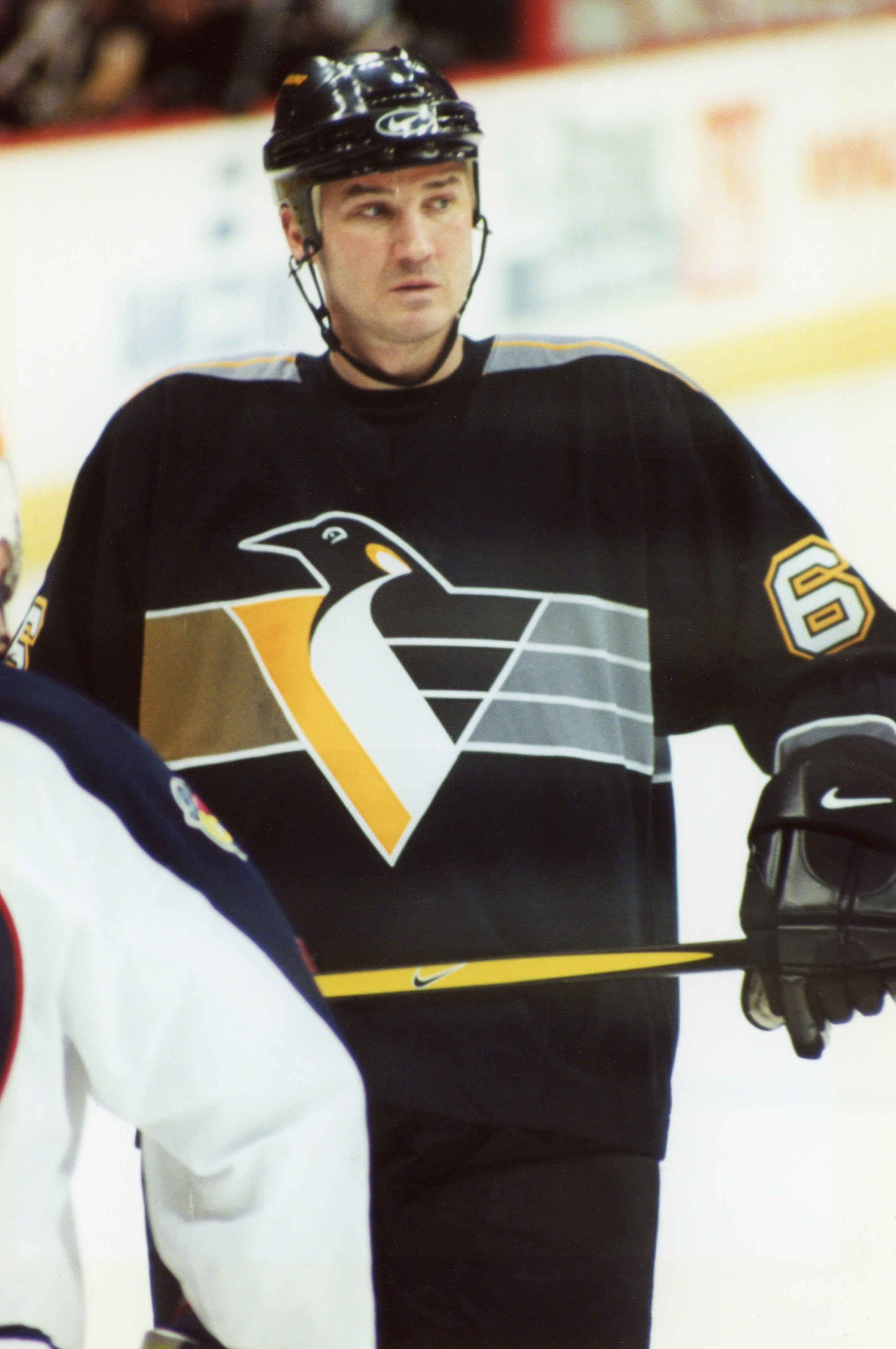
Mario Lemieux a Pittsburgh Penguins játékosaként

A mezőnyjátékosokat két csoportba sorolhatjuk. A támadók lehetnek balszélsők, centerek, illetve jobbszélsők. Egy sorban 3 támadó játékos szerepel. A védők lehetnek bal bekkek illetve jobb bekkek, és általában párban játszanak. A sorcserék alkalmával általában egy új védőpár lép a jégre. A mérkőzéseken egy csapat általában 4 támadósort (12 játékos), 3 védőpárt (6 játékos) és 2 kapust öltöztet be (kapusból természetesen egyszerre csak egy lehet a jégen). Az edzők a sorokat a mérkőzés alatt bármikor cserélhetik, nem szükséges, és nem is szokás mindig megvárni a következő játékmegszakítást.

### Felszerelések

#### Kapus
- sisak ráccsal vagy kapus fejvédő
- nyakvédő
- torokvédő
- mell- és vállvédő
- botos kesztyű
- lepkés kesztyű
- kapus szuszpenzor
- kapus nadrág
- mamut (kapus lábszárvédő)
- kapus korcsolya
- kapus ütő
- kapusmez(csapat függő)

#### Mezőnyjátékos
- sisak
- arcvédő (csak 18 éven felül lehet plexit használni, félplexi, rács)
- fogvédő
- nyakvédő
- mellvédő
- könyökvédők
- játékos kesztyű
- nadrág
- szuszpenzor
- lábszárvédők
- jégkorong korcsolya
- ütő
- sportszár (csapatfüggő)
- mez (csapatfüggő)

### Szabálytalanságok
A jégkorong játékot a Nemzetközi Jégkorong Szövetség (IIHF) által négy évente kiadott szabálykönyv alapján játsszák. A szabálykönyvben meghatározott szabályokat megsértő játékosokat a játékvezető büntetésekkel sújtja.

#### Játékosok ellen elkövetett szabálytalanságok
- palánkra lökés
- botvéggel ütés
- meg nem engedett testtel való játék
- hátulról lökés
- nyírás
- bottal lökés
- könyökhasználat
- túlzott durvaság
- öklözés vagy durvaság
- fejelés
- magas bottal való játék
- ellenfél fogása
- botfogás
- bottal akasztás
- akadályozás
- rúgás
- bottal ütés
- szúrás
- gáncsolás
- fejre, nyakra irányuló támadás

#### Egyéb szabálytalanságok
- hivatalos személy sértegetése
- játék késleltetése
- szabálytalan felszerelés
- sportszerűtlen magatartás
- játék kezdésének megtagadása
- cserepad elhagyása
- büntetőpad elhagyása
- túl sok játékos a jégen

### Játékidő
A jégkorong mérkőzés három, egyenként 20 perces harmadból áll. A 20 perc tiszta játékidőt jelent, vagyis a játék megszakítása alkalmával az órát megállítják. Játékmegszakítás után a korongot a bedobással (bulival) hozzák játékba. A két center szemben áll a bedobó helyen, a játékvezető pedig bedobja közéjük a korongot, melyet ők igyekeznek ütőjükkel saját csapattársukhoz juttatni.
Játékmegszakítás a következők miatt fordulhat elő:
- Les: A támadócsapatnak előbb kell a korongot a támadó harmadba juttatni, mint ahogy egy játékosa oda belépne. Ha úgy juttatják a korongot a támadó harmadba, hogy azt megelőzően már tartózkodik ott játékosuk, akkor beszélünk lesről. Angolul "offside".
- Tilos felszabadítás (túlütés): Ha a támadócsapat a saját térfeléről az ellenfél alapvonala mögé üti a korongot. Nem fújják be automatikusan, csak akkor, ha a korongot megérinti a védekező csapat egy játékosa. A tilos felszabadítást elkövető csapat büntetése, hogy a buli az ő védő harmadukban lesz. Szintén nevezik túlütésnek is, bár ez kevésbé elterjedt. A tilosan felszabadító csapat nem cserélhet. Angolul "icing".

A játéktér

- Kiállítás: Lehet kisbüntetés, nagy büntetés vagy fegyelmi. Ezek tételei 2, 5 illetve 10 perc vagy végleges kiállítás. A vétkes játékos a büntetésnek megfelelő időtartamra elhagyja a játékteret. Csapata ez idő alatt emberhátrányban játszik. A kisbüntetés lejár, ha az emberelőnyben játszó csapat a kapuba talál. A nagy büntetések nem járnak le, ezeket le kell ülnie a vétkesnek. A fegyelmi büntetésekkel sújtott játékosok helyett más mezőnyjátékos a jégre léphet. A büntetések angol megfelelői "minor penalty", "major penalty", "misconduct penalty".
- Játékteret elhagyja a korong: Ha a korong teljes terjedelmével elhagyja a játékteret szegélyező palánkot. Szándékosságért 2 perc büntetést kap a vétkes játékos.
- Sérülés: A játékvezető megállítja a játékot, ha egy játékos megsérül.
- Korong irányítás: A korong kézzel való irányítása büntetést nem von maga után.
- Kapu elmozdulása: A kapu elmozdításakor, ha szándékosnak ítélik a mozdulatot, az elkövető játékost kiállítják a játék késleltetéséért.

## Bajnokságok

### Magyar bajnokság
A Magyar Jégkorong Szövetség (MJSZ) által felügyelt jégkorongbajnokság. A bajnokság győztes csapata a magyar bajnoki cím birtokosa lesz. A magyar bajnokságokat a férfiak részére 1937 óta, 1945 kivételével minden évben megrendezték.
Másodosztályú bajnokságot (OB II.) 1943-tól rendeznek kisebb-nagyobb megszakításokkal.
Női magyar bajnokságot az 1993-94-es szezontól rendeznek és két alkalom kivételével a Marilyn csapat nyerte meg mindegyiket.

#### Utánpótlás korosztályok
- szupermini U8
- mini U10
- előkészítő U12
- kölyök U14
- serdülő U16
- ifjúsági U18
- junior U20
- felnőtt U22

### NHL
Az észak-amerikai professzionális jégkorongliga neve, más néven National Hockey League (Nemzeti Jégkorong Liga). 30 csapat játszik 15-15 csapatos konferenciákban (Kelet – Nyugat), ez még tovább van osztva konferenciánként 3-3, öt csapatos divízióra. A szezon alapszakaszból (Regular Season) és ún. rájátszásból (Playoff) áll. A rájátszásba a konferenciák első nyolc helyezettje jut be. A bejutott csapatok egyenes kieséses rendszerben 4 győzelemig tartó párharcokban vesznek részt, majd a végén a döntőben Kelet és Nyugat legjobbjai megküzdenek a Stanley-kupáért és bajnoki címért.

## A jégkorong hazai története

### –1936 A kezdeti évek
A jégkorong sport az 1920-as évek közepén került hazánkba. Az addig egyeduralkodó bandyt gyorsan kiszorította és egyre népszerűbbé vált. A kezdeti években az úttörőszerepet elsősorban a BKE csapata vállalta magára, de sorra alakultak más szakosztályok is, így például a BBTE és az FTC.
Magyarország első alkalommal 1927-ben szerepelt a Nemzetközi Szövetség (akkori nevén LIHG) által rendezett tornán, az Európa Bajnokságon Bécsben, ahol a csak BKE játékosokból álló csapat az utolsó, hatodik helyen végzett. A magyar válogatott első mérkőzést január 24-én játszotta Ausztria ellen, melyen 6-0-s vereséget szenvedett el. A következő évtized elsősorban a klubok európai túráiról és a válogatott nemzetközi szerepléséről szólt. A nemzeti csapat 1938-ig részt vett minden EB-n, világbajnokságon és az 1936-os téli olimpián és sikerült egy-egy jobb eredményt is elérni. Így 1931-ben 7. lett a csapat, 1937-ben 5. helyezést sikerült elérni vagy 1938-ban döntetlen eredménnyel végezni a kanadai válogatott ellen.

### 1937–1944 Megindult a magyar bajnokság
A magyar klubok külföldi túrái miatt képtelenség volt megszervezni a bajnoki küzdelmeket, hiszen egyszerre igen ritkán voltak itthon a csapatok. 1937-re végül sikerült útjára indítani az első magyar bajnokságot. A szereplést három gárda vállalta. Az esélyes BKE, a BBTE és a Ferencváros. Az FTC végül visszalépett, mert kanadai légiósát, Staplefordot nem nevezhette be. Helyére a BKE II. csapata indulhatott. Január 15-én dobták be első alkalommal a korongot a bajnoki címért a BKE I – BKE II mérkőzésen. A bajnokságot a BKE csapat nyerte, amely 1944-ig két alkalom kivételével –ekkor a BBTE lett a bajnok– mindig megszerezte az elsőséget. 1940-től csatlakoztak a bajnoksághoz a visszacsatolt területek csapatai is elsősorban Kassa környékéről, valamint Erdélyből.

### 1945–1959 Újjászületés helyett vegetálás
A háború után a sportág egyetlen hazai bázisának –a városligeti Műjégpályának– rendbehozatala után rögtön újra indult a jégkorong élet is. De hamarosan kiderült, hogy a játék közel sem kap hasonló szerepet, mint korábban. A külföldi csapatok elleni szereplés lehetősége 1956-ig minimálisra csökkent, olyan szezon is előfordult, amikor egyetlenegy ilyen összecsapásra sem került sor. A válogatott csapat pedig 1958-ig mindössze tíz országok közötti mérkőzésre állt össze és csak 1959-ben –húsz év után– nyílt újra lehetőség a VB szereplésre.

### 1960–1969
A Szovjetunió megjelenése és kiváló szereplése az ötvenes években a világbajnokságokon lehetővé tette, hogy a magyar jégkorongozók is lélegzetvételhez jussanak. 1961-ben elkészült a sportág új központja a Kisstadion, a válogatott mellé csehszlovák kapitány érkezett és a csapatok száma is stabilan nyolcra emelkedett, amelyek közül az FTC, az Újpesti Dózsa , a Vörös Meteor és a BVSC volt harcban az érmekért. A válogatott 1964-ben kivívta az olimpiai szereplés lehetőségét, majd 1965-ben a B világbajnokságon a 4. helyet szerezte meg, amely akkor a 12. helyet jelentette a világon.

### 1970–1980
A hatvanas évekbeli fellendülés után újra csökkent a hoki bázisa. Szinte évről évre jelentette be egy-egy szakosztály a megszűnését. Így tűnt el tíz év alatt a jégkorong térképéről a Spartacus, a Postás, az Építők, a Vörös Meteor és végül a BVSC csapata. Helyükre új csapatként a KSI utánpótlás korosztályból kikerülő játékosaira épített Bp. Volán került. A korszak egyeduralkodója a Ferencváros volt, amely 1971 és 1980 között minden bajnokságot megnyert. A válogatott az évtized elején bérletet váltott a C csoportba. 1976-ban sikerült kivívni a felkerülést és két éven át erőn felül teljesítve biztosan bent maradni a második vonalban.

### 1981–1990
A korszak első bajnoksága új fejezetet nyitott a magyar hoki történetében. A Székesfehérvári Volán (Alba Volán SC) az első vidéki csapatként lett magyar bajnok, melyet hat újpesti és két ferencvárosi elsőség követett. A dekád végét egy újabb vidéki győzelem zárta le. A Jászberényi Lehel, amely a magyar csapatok közül elsőként szerződtetett minőségi légiósokat, szerezte meg a bajnoki címet. A magyar csapatokhoz ekkor több, elsősorban szovjet játékos érkezett, akik között számos korábbi válogatott játékost találni, így pl.: Alekszandr Malcev (kétszeres olimpia-, kilencszeres világbajnok; kétszer a VB legeredményesebb játékosa, háromszor a legjobb csatár, az IIHF Hall of Fame tagja), Szergej Szvetlov (olimpiai bajnok), Szergej Kapusztyin (olimpiai és világbajnok), Vlagyimir Repnyev (világbajnok)
A válogatott 1983-ban a C VB-n érte el legnagyobb sikerét. Hazai közönség előtt sikerült kivívni a feljutást. De a B csoportos szereplés csak rövid időre tudta leplezni, hogy a sportág egyre jobban elmaradt riválisaitól. Magyarországon ekkor még mindig nem létezett állandó fedett jégpálya, miközben ellenfeleink egyre jobb körülmények között készülhettek és az utánpótlásban is szélesebb alapokra támaszkodtak. Az 1985-ös B VB-ből kiesés után a magyar csapat csak a 3. vonal középmezőnyében tudott megkapaszkodni, melyet az 1990-es hazai C VB 7. helyezése „koronázott meg”.

### 1991–
A pályagondok enyhítésére elsőként a fehérvári jég kerülhetett fedél alá, amely sokáig az egyetlen maradt. Majd évek múlva követte a sorban Dunaújváros, Szeged, Debrecen, Zalaegerszeg, Kaposvár, Miskolc, a fővárosban pedig a káposztásmegyeri, újpesti és erzsébeti jégcsarnok.

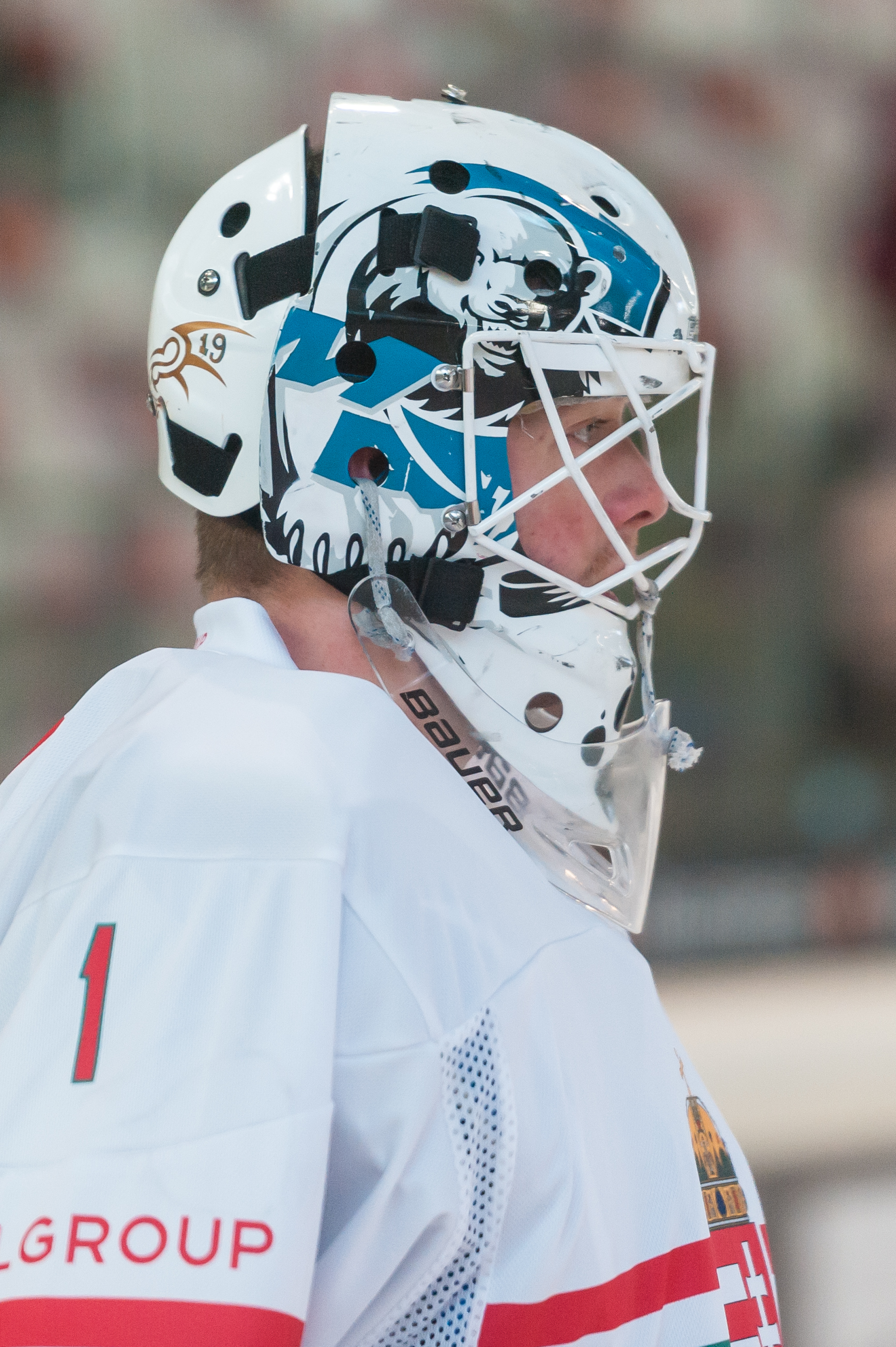
Bálizs Bence a magyar válogatott kapusa (2016)

A bajnokságban a 90-es évek első felében újra a Fradi korszaka következett, melyet a Dunaferr nagy generációja szakított meg majd hozzájuk csatlakozott az Alba Volán, akik a 2000-es évek domináns csapatává váltak. A válogatottban 1995-től kezdve szerepeltek a dunaújvárosi fiatalok és a fehérvári Palkovics-Ocskay páros, akik már ifiként is igen közel álltak a korosztályos VB A csoportjához. A felnőtt válogatott egyre jobb szereplését megnehezítette, hogy a szovjet utódállamok vagy Szlovákia rutinos csapatai rendre az útjukat állták. 1998-ban végre sikerült a nagy álom, ismét hazai közönség előtt kivívta a csapat a B csoportos indulás jogát. Majd a kiesés után ismét az első helyet szerezték meg 2000-ben. A világbajnoki rendszer 2001-es átszervezése óta a csapat stabil tagja volt a divízió I. selejtező csoportoknak, ahol 2002-ben és 2007-ben második helyezést tudott szerezni, majd 2008-ban, a Japán rendezte kontinensviadalon kivívta a feljutást az A csoportba. A svájci 2009-es A csoportos vb-n a Szlovákiától, Kanadától, majd Fehéroroszországtól elszenvedett vereségek után a csoportkörből osztályozós csoportba kerültünk Ausztria, Dánia és Németország társaságában, ahol 3 vereség után búcsúzott a válogatott az A csoporttól.
2010-ben a Divízió I-ben másodikak lettünk a szlovénok mögött. A 2011-es ellenfeleink Olaszország, Hollandia, Dél-Korea és Spanyolország voltak. A tornától Japán visszalépett az országot ért márciusi természeti katasztrófa miatt. A hazai rendezésű kontinensviadalon Olaszország mögött lettünk 2. helyezettek.
2012-től a nemzetközi szövetség új rendszerben bonyolítja a világbajnokságokat, a Divízió I-ben 12 csapat szerepel A és B csoportban úgy, hogy az A csoportban a világranglista-helyezés szerinti jobb 6 válogatott kap helyet, míg a B-ben a rosszabb 6 helyezett. A magyar válogatott a Szlovéniában rendezendő Divízió I A tornán a házigazdák mellett Ukrajnával, Ausztriával, Nagy-Britanniával és Japánnal játszik a feljutásért.